# Stade Roberto-Clemente
Le Stade Roberto Clemente (en espagnol : Estadio Roberto Clemente, et en anglais : Roberto Clemente Stadium), également connu sous le nom de Stade Roberto Clemente Walker (en espagnol : Estadio Roberto Clemente Walker, et en anglais : Roberto Clemente Walker Stadium), est un stade omnisports portoricain (servant principalement pour le baseball et le football) situé dans la ville de Carolina, sur l'île de Porto Rico.
Le stade, doté de 12 500 places et inauguré en 2000, sert d'enceinte à domicile à l'équipe de baseball des Gigantes de Carolina, ainsi qu'à l'équipe de football des Gigantes de Carolina Fútbol Club.
Le stade Roberto Clemente porte le nom de Roberto Clemente, joueur de baseball portoricain et originaire de la ville (sa statue trône à l'entrée du stade).

## Histoire
Dans le stade se déroulent les matchs de baseball de la série des Caraïbes en 2007, compétition pour laquelle le stade subit une série de rénovations en vue d'acceillir l'événement dans de bonnes conditions.
En 2011, le stade devient l'antre à domicile du club de football du Puerto Rico United pour seulement deux matchs.

## Événements
- 2007 : Série des Caraïbes (baseball)